# Węzeł przedsionkowo-komorowy

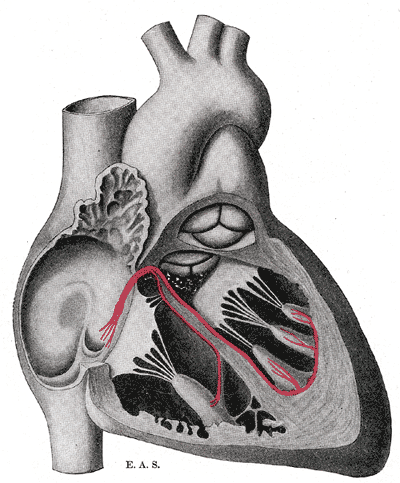

Węzeł przedsionkowo-komorowy, węzeł AV, węzeł Aschoffa-Tawary, węzeł Kocha (łac. nodus atrioventricularis) – część układu bodźcotwórczo-przewodzącego położona pomiędzy przedsionkami i komorami serca, która przewodzi normalne bodźce elektryczne z przedsionków do komór.
Węzeł przedsionkowo-komorowy opóźnia impulsy, aby skurcz przedsionka został zakończony, nim nastąpi skurcz komory.
Nazwy eponimiczne upamiętniają niemieckiego anatomopatologa Ludwiga Aschoffa, japońskiego patologa Sunao Tawarę i niemieckiego chirurga Waltera Kocha.